# Araeolaimus penelope
Araeolaimus penelope is een rondwormensoort uit de familie van de Diplopeltidae. De wetenschappelijke naam van de soort is voor het eerst geldig gepubliceerd in 1977 door Moore.